# Infineum International
Infineum International Limited är ett brittiskt multinationellt samriskföretag som är verksam inom den kemiska industrin. Samriskföretaget framställer petroleumprodukter inom bränsle och smörjmedel. Infineum har verksamheter i Brasilien, Frankrike, Indien, Italien, Japan, Kina, Singapore, Spanien, Storbritannien, Sydkorea, Tyskland och USA. Samriskföretaget ägs av de globala petroleumbolagen Exxon Mobil och Shell till 50% vardera.

## Historik
Den 9 juli 1998 signerade Exxon Corporations dotterbolag UK Exxon Chemical Company och Royal Dutch Shells dotterbolag Shell Chemical Company Limited och Shell Petroleum Company en avsiktsförklaring om att bilda tillsammans ett globalt samriskföretag som skulle framställa oljetillsatser. Verksamheten skulle vara i gång i början av 1999. Den registrerades den 28 augusti 1998 som Burginhall 1066 Limited i Storbritannien. Redan den 24 september bytte det namn till Infineum Limited medan bara sex dagar senare fick samriskföretaget sitt nuvarande namn. Den 30 november 1999 blev Exxon Corporation fusionerad med Mobil Corporation och bildade tillsammans Exxon Mobil Corporation, det nya fusionerade företaget övertog de 50% som ägdes av Exxon Corporation.
I mars 2008 blev det känt att både Exxon och Shell funderade på att sälja Infineum och krävde en miljard brittiska pund vardera från en eventuell försäljning. Köparen var dock också tvungen att överta skulder på uppemot 800 miljoner pund. Enligt uppgifter var bland andra Apollo Global Management, Carlyle Group och Kohlberg Kravis Roberts intresserade av att förvärva Infineum men avskräcktes till slut av den enorma skuldbördan som samriskföretaget hade. Den 29 juli meddelades det att den eventuella försäljningen hade officiellt avbrutits och Exxon och Shell skulle inte sälja samriskföretaget.
I januari 2017 kom Infineum under luppen, när Exxon Mobils dåvarande VD Rex Tillerson blev nominerad till att vara USA:s utrikesminister, att Infineum gjorde affärer med Iran, Sudan och Syrien, som alla var placerade på USA:s sanktionslista. Exxon Mobil hävdade dock att Infineum är ett europeiskt företag och inga amerikanska anställda var kopplade till några som helst affärer som rörde dessa länder, vilket gjorde att Infineum inte bröt mot USA:s sanktionsregler.